# Boiștea de Jos, Bacău
Boiștea de Jos este un sat în comuna Coțofănești din județul Bacău, Moldova, România. La recensământul din 2002 avea o populație de 29 locuitori. La cel din 2021 rămăseseră 10.